# Madrepeira amazonica
Madrepeira amazonica är en spindelart som beskrevs av Levi 1995. Madrepeira amazonica ingår i släktet Madrepeira och familjen hjulspindlar. Inga underarter finns listade i Catalogue of Life.